# Octaviano Larrazolo
Octaviano Ambrosio Larrazolo Corral (Valle de Allende, Chihuahua; 7 de diciembre de 1859-Albuquerque, Nuevo México; 7 de abril de 1930) fue un político estadounidense nacido en México, miembro del Partido Republicano. Larrazolo se desempeñó como gobernador de Nuevo México y senador de los Estados Unidos. Fue el primer senador mexicano-estadounidense e hispano de los Estados Unidos. 

## Biografía
Larrazolo nació en Valle de Allende en Chihuahua, el 7 de diciembre de 1859, hijo de Octaviano Larrazolo, un rico terrateniente y Donaciana Corral de Larrazolo. Se crio en un hogar rico y se le enseñó a leer y escribir en su hogar; más tarde asistió brevemente a la escuela en su ciudad, pero se salió después de que su maestra lo golpeara. En 1863, los soldados franceses saquearon la casa de Larrazolo porque su familia apoyó a Benito Juárez contra los franceses durante la segunda intervención francesa en México. 
En 1870, a los 11 años, Larrazolo se fue de México a Tucsón, bajo el cuidado del obispo Jean Salpointe. Larrazolo se fue con el obispo porque tenía la intención de estudiar teología para ser sacerdote y porque su familia había caído en bancarrota y no podía mantener sus estudios. Después de terminar sus estudios primarios con el obispo, Larrazolo estudió teología en la Universidad de San Miguel en Santa Fe y se graduó en 1876 a los 18 años. Consideró ingresar al sacerdocio inmediatamente después de su graduación, pero se aseguró un puesto de profesor. Comenzó a estudiar derecho; enseñaba de día y estudiaba derecho de noche. El 11 de diciembre de 1884, Larrazolo se convirtió en ciudadano estadounidense para prepararse para convertirse en abogado. Ese mismo año, se inscribió en el Partido Republicano de Texas.
Larrazolo se mudó a Las Vegas en 1895. Ejerció la abogacía en esa ciudad y se involucró en la política demócrata y se enfocó en los derechos civiles de los hispanos que comprendían dos tercios de la población de Nuevo México. Larrazolo tuvo dificultades para lograr el éxito como demócrata porque la mayoría de los hispanos se identificaron como republicanos. Esta dificultad se demuestra por el hecho de que perdió por poco las elecciones para convertirse en delegado territorial en el Congreso de los Estados Unidos en 1900, 1906 y 1908, aunque la elección de 1908 fue extremadamente cerrada y sujeta a varios cargos de fraude creíbles.
En 1910, Larrazolo atacó la política de la maquinaria en Nuevo México que sentía que estaba explotando a los votantes hispanos en todo el estado. Temía que Nuevo México estuviera cerca de convertirse en un estado del sur, donde las leyes Jim Crow despojaron a los afroamericanos de sus derechos.
Debido a que Larrazolo defendió tanto los derechos de los hispanos, que muchos políticos neomexicanos lo consideraron un agitador racial. A pesar de que muchos políticos neomexicanos lo resintieron por esto, Larrazolo logró ganar mucha credibilidad política, especialmente de los hispanos que estaban contentos por el trabajo que había hecho por ellos. Su popularidad en todo Nuevo México hizo que su partido lo nombrara para gobernador de Nuevo México. La campaña de 1918 fue intensa y dejó al descubierto algunas facciones dentro de la comunidad hispana. Su oponente demócrata, Félix García, afirmó que el nacimiento de Larrazolo en Chihuahua le impedía comprender las preocupaciones de los neomexicanos nativos. Fue elegido gobernador de Nuevo México en 1918, convirtiéndose en el primer hispano nacido en México en ser gobernador de Nuevo México. Sin embargo, la estrecha victoria de Larrazolo pareció silenciar la mayor parte del debate sobre si podía defender auténticamente en nombre de la población de habla hispana. A lo largo de su gobierno, tuvo diversas controversias y aciertos. En el primer año de su mandato, declaró la ley marcial en el estado para reprimir una huelga de minería de carbón. En ese momento el miedo al anarquismo era rampante. También fue criticado por perdonar a las tropas mexicanas que asaltaron partes de Nuevo México con Pancho Villa en la batalla de Columbus. Creía que, dado que las tropas mexicanas actuaban bajo las órdenes de su superior, no debían rendir cuentas. También apoyó y firmó una nueva ley de impuestos sobre la renta que enfureció a su partido. Larrazolo abogó por la educación bilingüe y apoyó los derechos civiles de los inmigrantes mexicanos en el estado. También fue partidario de la enmienda del sufragio femenino a la Constitución de los Estados Unidos.
Dado que enfureció a su partido muchas veces durante su gobierno, su partido no renombró a Larrazolo para gobernador de Nuevo México. Esto hizo que regresara brevemente al condado de El Paso para ejercer la abogacía. Abrió un bufete de abogados en El Paso con Nick Meyer y ejerció en Nuevo México y México. En 1922, Larrazolo abrió un despacho en Albuquerque. Sin embargo, no se mantuvo al margen de la política por mucho tiempo. En 1923, la legislatura estatal de Nuevo México lo nombró gobernador de Puerto Rico. Aunque no fue designado gobernador, Larrazolo vio la publicidad como una manera de retomar su carrera política. Se postuló y perdió una elección para convertirse en juez de la corte suprema de Nuevo México en 1924. Sin embargo, fue elegido en 1927 a la Cámara de Representantes de Nuevo México. Luego ese año, el senador demócrata Andrieus A. Jones falleció. Larrazolo se postuló y ganó la elección para terminar el mandato de Jones. Esto convirtió a Larrazolo en el primer mexicano-estadounidense en servir en el Senado de los Estados Unidos. Desafortunadamente, en ese momento ya era una persona mayor y padecía muchas enfermedades. Debido a esto, solo pudo llegar a una sesión del congreso y solo pudo presentar una acción legislativa. Esta acción pidió el establecimiento de una escuela industrial en Nuevo México para los jóvenes de habla hispana para promover la igualdad de oportunidades. Larrazolo falleció el 7 de abril de 1930.